# For the Music
For the Music è il sesto album del duo musicale Blackfield formato da Aviv Geffen e Steven Wilson, uscito nel 2020.
L'album è stato prodotto dalla Warner Music Group Germany.

## Tracce
Testi e musiche di Geffen, eccetto dove indicato.
1. For the Music – 3:35
2. After All – 3:03
3. Garden of Sin – 3:19
4. Under My Skin – 3:21
5. Over & Over – 3:17
6. Falling – 4:15 (testo: Geffen, Wilson)
7. White Nights – 3:22
8. Summer's Gone – 3:04
9. It's So Hard – 3:07

## Formazione
- Aviv Geffen - voce, tastiere, piano, chitarra
- Steven Wilson - voce, chitarra
- Tomer Z - batteria
- Omri Agmon - chitarra
- Hadar Green - basso
- Shai Sivan - produttore e mixer

### Ospiti
- Rik Simpson - chitarra in White Nights, Summer's Gone e For the Music
- Trevor Horn - mixer, produttore, registrazione in It's So Hard
- London Orchestra in It's So Hard
- Art Orchestra Budapest in White Nights, Under My Skin,Summer's Gone e For the Music
- Eran Mitelman - piano e tastiere in White Nights e organo Hammond e tastiere in Falling